# 오주은
오주은(1979년 7월 7일~)은 대한민국의 배우이자 모델이다.

## 학력
- 서울한산초등학교 (졸업)
- 한산중학교 (졸업)
- 영파여자고등학교 (졸업)
- 동덕여자대학교 방송연예학과 (학사)

## 연기 활동

### 드라마
- 1999년 SBS 수목드라마 《토마토》
- 2002년 KBS2 일일연속극 《여자는 왜?》
- 2003년 SBS 특별기획 《태양속으로》 ... 조진아 역
- 2004년 SBS 특별기획 《파리의 연인》 ... 문윤아 역
- 2005년 KBS1 일일연속극 《어여쁜 당신》 ... 나희주 역
- 2006년 MBC 주말 특별기획 《발칙한 여자들》 ... 양다림 역
- 2008년 KBS2 아침드라마 《난 네게 반했어》 ... 최효진 역
- 2010년 E채널 금요드라마 《여자는 다 그래》 ... 모설희 역
- 2012년 채널A 월화드라마 《굿바이 마눌》 ... 주지애 역
- 2013년 MBC 아침드라마 《내 손을 잡아》 ... 왕체리 역
- 2015년 tvN 금토드라마 《슈퍼대디 열》 ... 채유라 역
- 2017년 MBC 일일드라마 《별별 며느리》 ... 오미자 역

### 영화
- 2004년 《S 다이어리》 ... 승미 역

### 뮤직비디오
- 2001년 홍경민 - 후
- 2001년 이가희 - 오빠는 황보래용

### 공연
- 2011년 《온에어 초콜릿》 ... 김순정 역

### 방송
- 2002년 : KBS 1TV 《가족오락관》 ... 게스트
- 2002년 : KBS 1TV 《TV 내무반 신고합니다》 ... MC
- 2010년 : MBC 에브리원 《무한걸스》 ... 고정출연
- 2019년 : SBS 플러스 《똥강아지들》... 게스트

### 광고
- 2000년 팔도 산타페 (with.최현호)
- 2002년 부광약품 아락실 (with.김세아)
- 2002년 LF 타운젠트 (with.김석훈)

## 홍보대사
- 2011년 : 생명사랑문화운동본부 명예대사